# Elastica (album)
Elastica è il primo album in studio della band alternative rock Elastica, pubblicato il 14 marzo 1995 dalla Deceptive Records nel Regno Unito e dalla Geffen Records negli Stati Uniti d'America.
Giunto al primo posto della classifica britannica degli album, divenne il disco di debutto capace di vendere più copie nel minor tempo, battendo il record stabilito dagli Oasis nel 1994. Fu disco d'oro negli Stati Uniti d'America e fu tra i candidati al Premio Mercury.

## Tracce

### Versione originale
Testi e musiche di Justine Frischmann, eccetto dove indicato diversamente.
1. Line Up – 3:15
2. Annie – 1:15
3. Connection – 2:22
4. Car Song – 2:24
5. Smile – 1:40 (Frischmann, Donna Matthews)
6. Hold Me Now – 2:33
7. S.O.F.T. – 3:59
8. Indian Song – 2:48
9. Blue – 2:23
10. All-Nighter – 1:31
11. Waking Up – 3:16 (Frischmann, Hugh Cornwell, Jean Jacques Burnel, David Greenfield e Brian Duffy)
12. 2:1 – 2:31
13. Vaseline – 1:20
14. Never Here – 4:27
15. Stutter – 2:23

### Versione statunitense
1. Line Up – 3:15
2. Annie – 1:15
3. Connection – 2:22
4. Car Song – 2:24
5. Smile – 1:40 (Frischmann, Matthews)
6. Hold Me Now – 2:33
7. S.O.F.T. – 3:59
8. Indian Song – 2:48
9. Blue – 2:23
10. All-Nighter – 1:31
11. Waking Up – 3:16 (Frischmann, Cornwell, Burnel, Greenfield e Duffy)
12. 2:1 – 2:31
13. See That Animal – 2:23
14. Stutter – 2:23
15. Never Here – 4:27
16. Vaseline – 1:20